# Antonio Palomares
Antonio Palomares Vinuesa (Robledo, 1930 - Valencia, 2007) fue un dirigente comunista español y destacado antifranquista. 
Hijo de un zapatero, en 1939 tuvo que exiliarse a Francia junto a su familia. Cuando todavía era un adolescente colaboró con la Resistencia francesa contra los nazis y en 1945 ingresó en el Partido Comunista de España. Entre 1947 y 1958 trabajó como fresador y fue miembro dirigente de las Juventudes Socialistas Unificadas en Francia. En 1956 fue enviado a Madrid para reorganizar el partido como mano derecha de Julián Grimau.
En 1967 se estableció en Valencia, donde fue secretario general del PCE de la Comunidad Valenciana. En noviembre de 1968 fue detenido junto a varios miembros de Comisiones Obreras y torturado por la policía. Los agentes de la Brigada Político-Social bajo el mando del comisario Ballesteros le sometieron a descargas eléctricas que le deformaron el cuerpo y perdió cuatro centímetros de altura.
Fue liberado unos meses más tarde tras una intensa campaña internacional. Participó en tertulias del Ateneo Mercantil de Valencia y formó parte de la Mesa de Fuerzas Políticas y Sindicales. De 1976 a 1979 fue secretario general del PCPV y fue escogido diputado por la provincia de Valencia en las elecciones generales españolas de 1979 y en las elecciones a las Cortes Valencianas de 1983. Fue miembro del Consejo de la Comunidad Valenciana y participó en la redacción del Estatuto de Autonomía de dicha Comunidad autónoma. En 1987 fundó la Asociación Valenciana de Amistad con Cuba.